# Guerra polacco-svedese dal 1600 al 1611
La guerra polacco-svedese dal 1600 al 1611 fu la continuazione del conflitto tra la Svezia e la Polonia per ottenere il controllo di Livonia e Estonia, seguìto alla precedente disputa per la successione sul trono di Svezia tra Carlo IX e Sigismondo III Vasa. Nonostante alcuni rovesci in campo aperto, le forze svedesi riuscirono inizialmente a prendere il controllo dell'Estonia e di parte della Livonia. Il regno di Polonia corse ai ripari aumentando le spese militari e richiamando truppe da altri fronti. Ne seguirono una serie di scontri campali in cui i polacco-lituani, pur quasi sempre in inferiorità numerica, ebbero costantemente la meglio sulle truppe di Carlo IX, senza però riuscire mai a cogliere una vittoria decisiva. Solo la morte di Carlo IX nel 1611 risolse la situazione di stallo, portando a una tregua tra le due parti.

## Contesto storico
Il conflitto tra la Confederazione polacco-lituana (Polonia) e la Svezia prese le mosse dalla guerra contro Sigismondo. Durante questa guerra civile, che avvenne tra il 1597 e il 1599, Sigismondo III Vasa, contemporaneamente re sia della Confederazione che della Svezia, perse il trono di Svezia. Solo un piccolo contingente di truppe della Confederazione partecipò a questo conflitto, ragione per cui esso è per lo più considerato come una guerra civile svedese e alcuni storici non lo annoverano come parte delle guerre polacco-svedese. Dopo una fase di stallo iniziale, Sigismondo fu sconfitto nella battaglia di Stångebro nel 1598. Nel 1599 Sigismondo fu quindi detronizzato dallo zio, duca Carlo e costretto a ritirarsi nel territorio della Confederazione. Questo segnò anche la fine della breve unione personale tra la Polonia e la Svezia (l'unione polacco-svedese).
Tuttavia, Sigismondo non rinunciò a riconquistare il trono di Svezia. Da quel momento in poi, la maggior parte delle sue politiche sarebbe infatti ruotata intorno ai suoi tentativi di riconquistare la Svezia, anche se la nobiltà della Confederazione avrebbe da subito dimostrato scarsa volontà di impegnarsi in un conflitto che si preannunciava lungo e sanguinoso. Sigismondo iniziò i suoi piani nel 1599, confermando i Pacta conventa. In questi documenti, firmati quando era stato eletto re di Polonia, Sigmondo prometteva che il territorio allora svedese dell'Estonia sarebbe entrato a far parte della Confederazione.

### Le ambizioni della nobiltà polacca

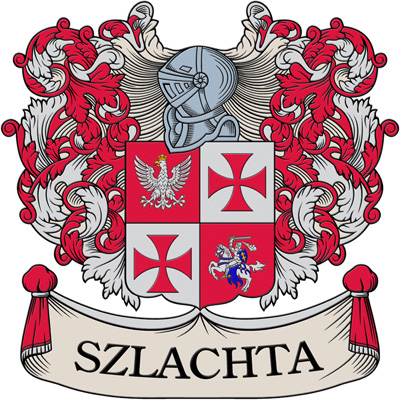
Stemma di un club dei szlachta

La nobiltà polacca, la szlachta, sostenne questo particolare conflitto, presumendo che esso sarebbe stato limitato alla sola Estonia, e attendendosi di ottenere molti guadagni in termini di nuove terre e di prevedibili aumenti di esportazione di grano grazie al nuovo accesso ai porti estoni sul mar Baltico. Inoltre, gli szlachta non avevano un'alta considerazione degli svedesi, e non si aspettavano che questa guerra si potesse trascinare a lungo o potesse rivelarsi difficile. Essi sottovalutavano grossolanamente l'avversario, pensando che la Polonia, essendo rimasta quasi imbattuta in guerra per più di cento anni, sarebbe stata facilmente in grado di rintuzzare tutti gli attacchi degli scandinavi. La Confederazione aveva poi quasi 10 milioni di abitanti, quasi 10 volte quella Svedese che ammontava a circa un milione. Tuttavia, gli szlachta trascuravano il fatto che la Confederazione aveva uno dei più piccoli eserciti in Europa in rapporto alla popolazione, e che la Svezia era invece in grado di mobilitare un grande esercito molto più rapidamente di quanto potesse fare la Confederazione, grazie alla sua forma di governo centralizzato e alla coscrizione obbligatoria dei contadini liberi.

## Le battaglie

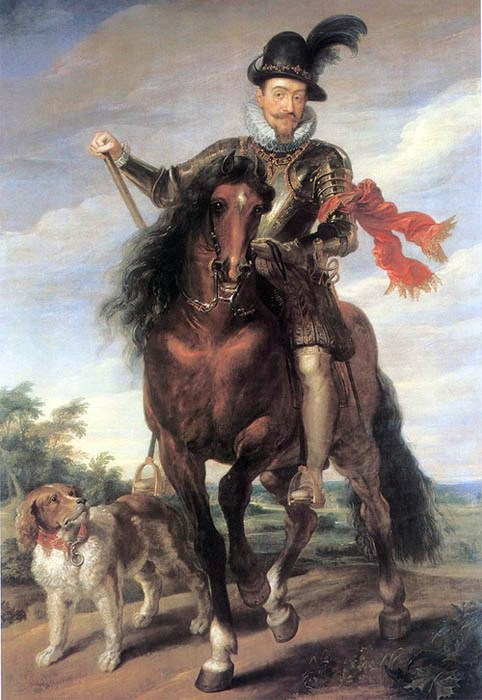
Sigismondo III, di Peter Paul Rubens

La Confederazione fu presto costretta a combattere su due fronti, in quanto i suoi eserciti erano impegnati anche a sud nella guerra dei Magnati di Moldavia, per cui le forze svedesi si trovarono presto a guadagnare una superiorità numerica nell'ordine di 3:1. All'inizio della guerra, nel 1600, sebbene inizialmente un'armata della Confederazione sotto Krzysztof Mikołaj "Piorun" Radziwiłł era stata in grado di sorprendere le forze svedesi infliggendo loro diverse sconfitte in campo aperto, gli scandinavi riuscirono a prendere il controllo non solo dell'Estonia, ma di maggior parte della Livonia, il territorio confederato a sud dell'Estonia (tutta la regione era conosciuta in Polonia come Inflanty, in tedesco: Livland). Il parlamento polacco, il Sejm, reagì aumentando i fondi per l'esercito e richiamando le forze e i comandanti dal fronte meridionale (ritenuto meno importante, come la maggior parte di quella guerra che si svolgeva fuori del territorio della Confederazione) verso la minaccia in atto a nord.

### La battaglia di Kokenhausen e l'assedio delle città baltiche
Nel 1601 l'hetman lituano Jan Karol Chodkiewicz e il cancelliere polacco Jan Zamoyski, richiamati dalla Moldavia, giunsero in Lituania per respingere l'incursione svedese, che ora minacciava non solo l'Estonia promessa da Sigismondo, ma anche gli antichi territori polacchi a sud di essa. Le truppe di Chodkiewicz riunite a quelle di Radziwiłł sconfissero il 23 giugno del 1601 gli svedesi nella prima grande battaglia in campo aperto di questa guerra, a Kokenhusen (l'odierna Koknese). Poco dopo, Jan Zamoyski, fresco dalla sua vittoria contro i moldavi, arrivò anch'egli in aiuto contro gli svedesi, con 12 000 uomini, e 50 pezzi di artiglieria, di cui 15 erano classificati come pesanti. Carlo non era in grado di affrontare efficacemente un'armata di tale dimensioni e fu costretto a ritirarsi. Tuttavia, durante la ritirata lasciò un numero considerevole di difensori in varie fortezze precedentemente catturate in Livonia. Invece di inseguire il re in ritirata, Zamoyski si impegnò in una guerra d'assedio, catturando presto Wolmar (Valmiera) e Fellin (Viljandi, Felin). Entro il 1602, agli svedesi era stato lasciato solo il controllo di Reval (l'odierna Tallinn, o Talin, o Rewl), Pernau (Pärnu, Parnau o Parnawa), Hapsal (Haapsalu, Hapsalu) e Dorpat (Tartu). Tuttavia, Zamoyski, ormai sessantenne, si ammalò e Chodkiewicz prese il comando e mise sotto assedio Dorpat. A Wesenberg (Rakvere) questi sconfisse una forza di rinforzo svedese al comando di Arvid Eriksson Stålarm inviato in soccordo delle truppe svedesi a Dorpat. La città si arrese nell'aprile 1603.

### La battaglia di Weissenstein

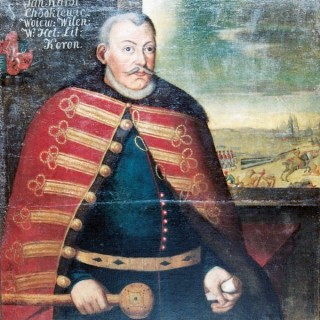
Jan Karol Chodkiewicz

Dopo il ritorno di Zamoyski sul fronte sud nel 1602, Chodkiewicz fu nominato come facente funzione di comandante in capo delle forze in Lituania. In realtà Zamoyski non sarebbe mai tornato a guidare le armate: la sua salute si deteriorò talmente che egli sarebbe morto di lì a poco, nel 1605. Chodkiewicz, nonostante forniture inadeguate e poco sostegno da parte del parlamento della Confederazione e del re Sigismondo III Vasa, si distinse brillantemente nei combattimenti, catturando fortezza dopo fortezza e respingendo il duca di Södermanland, il futuro Carlo IX, da Riga, tuttavia Reval, Pernau, e Narwa (l'attuale Narva) rimasero sotto il controllo svedese. Nel 1604 il generale polacco-lituano conquistò Dorpat, sconfisse i generali svedesi nella battaglia di Weissenstein o Bialy Kamien (oggi Paide), spesso vincendo contro forze soverchianti, come a Weissenstein dove con soli 2 300 uomini a disposizione sconfisse una forza Svedese di 6 000 truppe. Chodkiewicz avrebbe successivamente scritto nelle sue memorie che questa era stata una battaglia decisiva e una delle sue più grandi vittorie, riportando che le perdite polacco-lituane erano state di soli 81 morti e 100 feriti, mentre le perdite svedesi si avvicinavano alla metà della forza da loro impegnata. Per il suo valore Chodkiewicz fu insignito dal re della carica di Grand Hetman della Lituania, potendo quindi brandire e fregiarsi sul suo stemma della buława. Tuttavia, la guerra continuò a essere trascurata dal parlamento della Confederazione, che fece orecchie da mercante a tutte le sue richieste di rinforzi, di approvvigionamenti e denaro per rifornire e pagare i suoi soldati. Il sistema finanziario decentralizzato della Confederazione, per il quale tutte le tasse dovevano essere approvate dall'intera nobiltà sia nel Sejm che nei Sejmik regionali (i piccoli parlamenti regionali), faceva infatti sì che il tesoro della Confederazione fosse quasi sempre vuoto. Questa carenza afflisse la politica della Confederazione per secoli.

### L'assedio di Riga
Chodkiewicz tuttavia continuò a mantenere la sua supremazia sugli svedesi. Egli infatti aveva escogitato una nuova forma di arte bellica basata sul sapiente utilizzo della sua cavalleria di élite ussara: dapprima i polacchi attaccavano e sbaragliavano la meno esperta cavalleria svedese, dopo di che solitamente si rivolgevano contro la demoralizzata fanteria svedese che non era in grado di ritirarsi velocemente e spesso veniva annientata. Di conseguenza gli svedesi furono ripetutamente sconfitti in campo aperto.

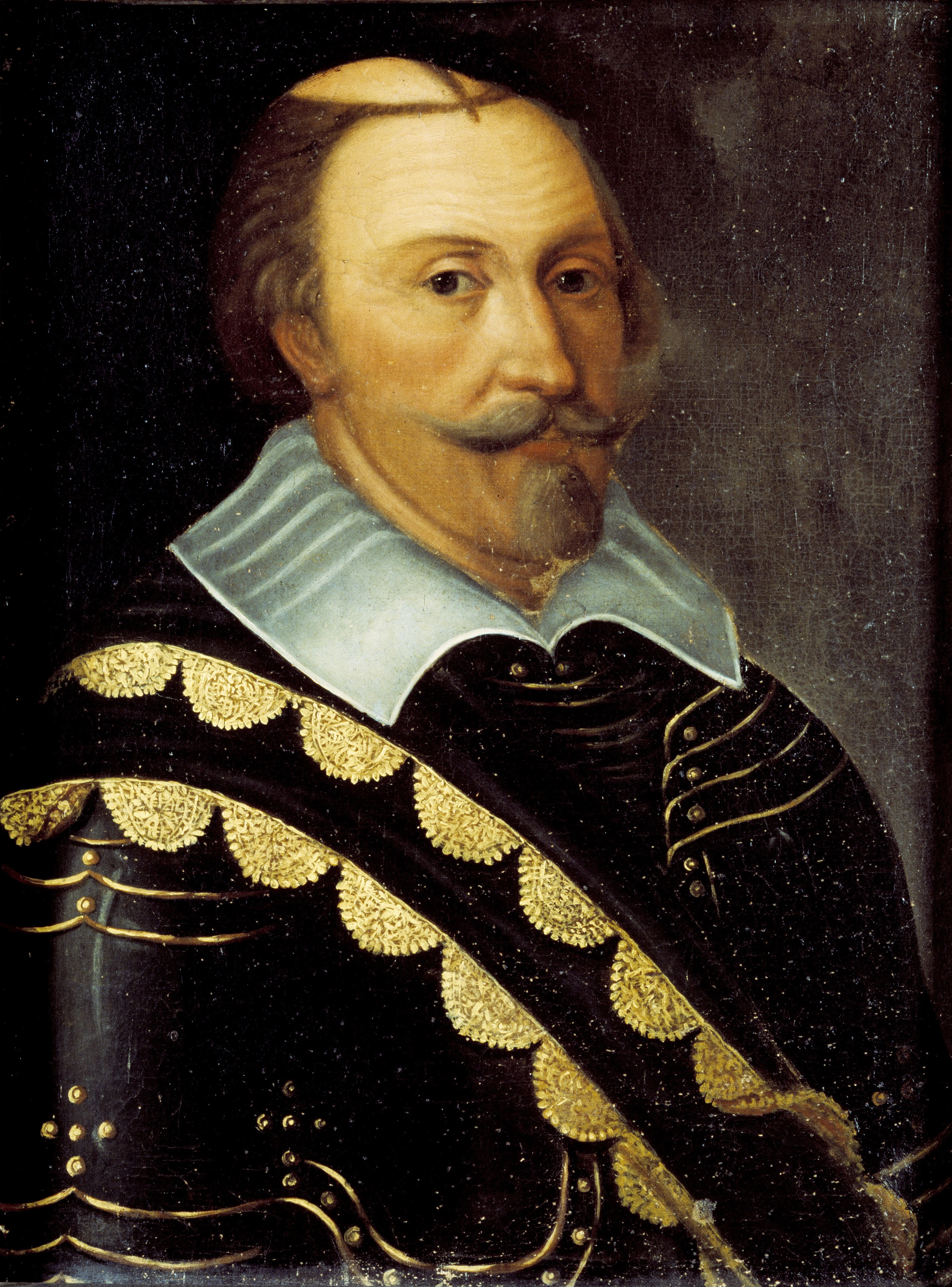
Carlo IX Vasa in un ritratto d'epoca

A partire dal 1605 gli svedesi spesero ingenti somme di denaro per reclutare un nuovo esercito di massa. Il Riksdag investì grosse cifre per arruolare nuove truppe e, inoltre, lo zar russo Boris Godunov fornì agli scandinavi consistenti aiuti finanziari, probabilmente per cercare di mantenere sia la Svezia che la Confederazione occupate durante il Periodo dei torbidi, un periodo di interregno nella Russia dominato da una anarchia assoluta conseguente alla fine della dinastia dei Rurik (1598) e precedente all'avvento di quella dei Romanov (1613). Gli svedesi furono quindi in grado di reclutare un gran numero di mercenari tedeschi, olandesi e scozzesi; inoltre ingaggiarono parecchi ingegneri specializzati in assedi, provenienti da varie parti d'Europa.
Nel 1605, a poche miglia da Reval, un forte esercito di 5 000 truppe, guidato dallo svedese Anders Lennartson di Forstena, sbarcò di nuovo in Estonia. Alcuni giorni dopo un'altra spedizione svedese, che contava circa 4 000 soldati e guidata dal conte Frederick Joachim Mansfeld, sbarcò nei pressi e assediò la fortezza di Dünamünde (Daugavgriva, Dynemunt), oggi un sobborgo a nord-ovest di Riga, sulla riva sinistra del fiume Daugava, anche se senza alcun successo. Dopo questa battuta d'arresto si accinsero ad assediare Riga. La loro missione principale era infatti quella di catturare questa importante città, uno dei più grandi porti del mar Baltico.
Chodkiewicz si mosse in soccorso della guarnigione di Riga, ma scoprì che gli svedesi stavano inviando contro la città anche i rinforzi di Lennartson. Chodkiewicz si mosse verso Lennartson, tuttavia decise di non impegnarsi in una battaglia aperta e si ritirò in una fortezza. Nello scoprire che Carlo stesso si era messo in marcia con ulteriori rinforzi (circa 5 000), Lennartson decise di unire le sue truppe al re e aggredire Riga insieme.

### La battaglia di Kircholm

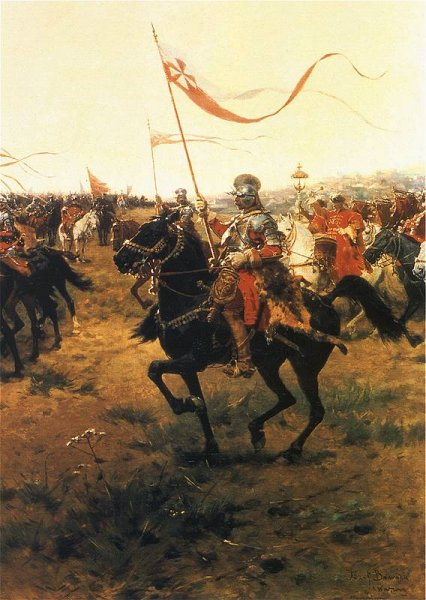
Un ussaro, forza di attacco principale dell'armata polacca

Chodkiewicz, che non era riuscito a impedire alle forze svedesi di riunirsi, si mosse da Cēsis (Wenden) in direzione delle vicine Salaspils (Kircholm) e Ikšķile (Üxküll), dove edificò un piccolo accampamento fortificato. Carlo, che era arrivato a Riga il 23 settembre, apprese della presenza della forza di Chodkiewicz nelle vicinanze e decise di distruggerla, approfittando della superiorità numerica svedese in quell'area. Il 27 settembre l'armata svedese si mosse verso Kircholm al seguito di Carlo.
La battaglia di Kircholm (Salaspils), combattuta il 27 settembre 1605 nei pressi del fiume Düna (oggi chiamato Daugava, Dvina, Dźwina, Vaina) sarebbe stata il coronamento dell'abilità militare di Chodkiewicz. Il generale polacco-lituano, disponendo di forze inferiori a quelle del nemico nuovamente in un rapporto di 1:3, utilizzò una strategia diversiva per minare la posizione di vantaggio degli svedesi. Gli svedesi furono indotti a pensare che i polacco-lituani si stessero ritirando, di conseguenza avanzarono, sparpagliando le loro forze a caccia del nemico apparentemente in fuga. Questo era esattamente ciò che Chodkiewicz stava aspettando. Il piccolo esercito della Confederazione fece fuoco con la fanteria, in realtà ben posizionata, infliggendo agli svedesi diverse perdite, a quel punto gli ussari fecero dietro front e si rimisero in formazione, caricando e falciando le formazioni di fanteria svedese. Le forze svedesi furono completamente messe in rotta, con lo stesso re in fuga, che riuscì a stento mettersi in salvo ritirandosi con la sua flottiglia al largo della costa. Così Chodkiewicz con appena 3 600 uomini sconfisse un esercito svedese di 11 000 soldati. Per questa impresa ricevette lettere di congratulazioni dal Papa, da tutti i potentati cattolici d'Europa, e addirittura dal sultano ottomano e dallo scià di Persia.

## Epilogo
Eppure questa grande vittoria fu assolutamente inutile, a causa dei dissensi interni che avrebbero prevalso nella Confederazione nel corso dei cinque anni successivi. L'esercito personale di Chodkiewicz, non pagato per anni, alla fine disertò in massa abbandonandosi al saccheggio delle terre dei suoi avversari politici, lasciando l'hetman a portare avanti la guerra come meglio poteva con una manciata di mercenari, pagati di tasca sua e con quelle dei suoi pochi sostenitori. Con piccole, inadeguate forze, Chodkiewicz impedì comunque agli svedesi di invadere l'intera regione dell'Inflanty (Latgale), aiutato in questo da una relativa inazione dei comandanti svedesi, che durò fino al 1608. Chodkiewicz, che fu uno dei magnati rimasti fedeli al re, fu poi costretto a dividere la sua attenzione tra la ribellione contro Sigismondo nella Confederazione (la ribellione di Zebrzydowski, 1606-1609) e una nuova invasione della Livonia da parte degli svedesi guidati da Mansfeld, nel 1608.
Mansfeld catturò Daugavgriva, Viljandi e Koknese, ma quando Chodkiewicz tornò, il corso degli eventi si invertì. Nel 1609 Chodkiwicz liberò Riga dall'assedio, catturando Pärnu. Chodkiewicz sconfisse anche la flotta svedese a Salis e quindi l'esercito di Mansfeld, ancora una volta vicino al fiume Gauja. Infine, dopo la morte di Carlo nel 1611, fu firmata una tregua. Questa sarebbe durata fino al 1617 (o al novembre 1620, secondo le fonti). Nel corso del successivo decennio, la Confederazione fu impegnata in una guerra contro la Russia, mentre i confini meridionali furono di nuovo messi in pericolo anche dai costanti attriti con l'impero Ottomano nella guerra dei Magnati in Moldavia.